# Франклин (округ, Миссисипи)
Округ Франклин (англ. Franklin County) — округ штата Миссисипи, США. Население округа на 2000 год составляло 8448 человек. Административный центр округа — город Мидвилл.

## История
Округ Франклин основан в 1809 году.

## География
Округ занимает площадь 1463.3 км2.

## Демография
Согласно переписи населения 2000 года, в округе Франклин проживало 8448 человек (данные Бюро переписи населения США). Плотность населения составляла 5.8 человек на квадратный километр.